# Südharz
Südharz – gmina samodzielna (niem. Einheitsgemeinde) w Niemczech, w kraju związkowym Saksonia-Anhalt, w powiecie Mansfeld-Südharz
Gmina samodzielna powstała 1 stycznia 2010 z połączenia następujących gmin: Bennungen, Breitenstein, Breitungen, Dietersdorf, Drebsdorf, Hainrode, Hayn (Harz), Kleinleinungen, Questenberg, Roßla, Rottleberode, Schwenda i Uftrungen.
1 września 2010 przyłączono do gminy miasto Stolberg (Harz).

## Współpraca
Miejscowość partnerska:
- Ortenberg, Hesja (dzielnica Roßla)